# Onomastica italiana
I nomi propri italiani sono costituiti da un nome ed un cognome. In alcuni documenti ufficiali il cognome viene scritto prima del nome. In contesti formali l'individuo viene nominato tramite il cognome preceduto da un titolo, ad esempio signor Rossi o dottor Rossi. La Repubblica Italiana riconosce il diritto al nome.
È possibile assegnare, alla nascita, fino a 3 nomi, separati o no dalla virgola. Se sono separati dalla virgola l'individuo potrà firmare anche limitandosi al primo (come in Giuseppe, Maria, Francesco Rossi) se invece non sono separati sono da intendersi come un unico nome, pertanto l'individuo dovrà firmare scrivendoli tutti (come in Maria Maddalena Rossi). Normalmente il secondo e/o il terzo nome si assegna per onorare dei parenti o dei santi, quest'ultimo caso molto diffuso grazie all'onomastico. Durante il battesimo, comunque, è possibile assegnare un numero teoricamente illimitato di nomi, anche se ciò non ha valenza giuridica, per cui all'anagrafe il limite sarà sempre di tre.
È proibito dare nomi femminili ai maschi e nomi maschili alle femmine con alcune eccezioni: il nome Maria si può aggiungere ad un maschio dopo il primo nome, mentre alcuni nomi sono sia maschili sia femminili, ad esempio Celeste o alcuni nomi stranieri. Dal 2012 anche in Italia il nome Andrea è diventato sia maschile sia femminile, pertanto non è più limitato alla popolazione maschile.
Il 27 aprile 2022 la Corte costituzionale ha annunciato che alla nascita di un bambino, che sia figlio di genitori sposati, conviventi o adottivi, gli verrà attribuito il cognome di entrambi i genitori nell'ordine stabilito da essi (Giuseppe Rossi Bianchi, figlio di Nicola Rossi e Maria Bianchi), a meno che non decidano di dare al figlio solo uno dei due cognomi (prima di questa decisione il cognome trasmesso era automaticamente quello paterno, se i genitori lo richiedevano potevano essere entrambi i cognomi ma mai solo quello materno). C'è da dire che l'individuo trasmetterà ai figli sempre e solo il cognome paterno, per evitare che i cognomi si moltiplichino nelle generazioni. Infine, se il padre non riconosce il figlio, questo acquisirà il cognome della madre almeno finché il padre non lo riconoscerà, se ciò dovesse accadere il figlio potrà scegliere se mantenere il cognome della madre, sostituire quello paterno al materno, anteporlo o posporlo al materno.
Inoltre vi è un elemento onomastico che riguarda solo i nobili e che oggi è in realtà accorpato al cognome, ovvero il predicato nobiliare, subito dopo il cognome, che indica il luogo su cui si ha un potere feudale (nel nome Giovanni Verga di Fontanabianca, Verga è il cognome, di Fontanabianca è il predicato). Dal 1947 però, il predicato è stato abolito legalmente, per cui coloro che ne possedevano uno prima del 28 ottobre 1922 (data della Marcia su Roma) lo hanno automaticamente accorpato al cognome, che si trasmette regolarmente.
Infine c'è da specificare che nel passato, anche per chi possedeva un cognome, sovente si inserivano uno o più patronimici per identificare al meglio una persona ed i suoi antenati, come ad esempio in Donato di Niccolò di Betto Bardi, e talvolta un patrionimico che indicasse il luogo di provenienza, come in Leonardo di ser Piero da Vinci.

## Prenomi
In Italia la maggior parte dei prenomi sono di derivazione cattolica, come i due nomi più diffusi, cioè Maria e Giuseppe; oltre a nomi derivati dalle gentes romane, o dal latino, come Valerio, Claudio, Giulio et cetera, ci sono anche molti nomi di origine greca o germanica. Alcuni nomi sono composti, come Gianlorenzo (Giovanni e Lorenzo) e Pierpaolo (Piero e Paolo).

## Cognomi
L'Italia è il Paese con la più grande varietà di cognomi, oltre 350 000.

### Origine
Alcune delle possibili origini dei cognomi italiani:
- Di ambiente, come Montagna o Prati
- Etnonimi, come Romano, Abruzzesi, Napoli, Albanese, Genovesi
- Di mestieri, come Medici, Ferrero, Barbieri, Tagliaferro
- Derivati da caratteristiche fisiche o comportamentali, come Rossi, Grasso, Biondi, Sforza, Pazzi
- Ordinali: Primo, Secondo, Terzo, Quarto, Quinto, Sesto, Settimio, Ottavio.

Pochissimi cognomi sono rimasti invariati dal latino, come De Magistris, De Laurentis, De Sanctis, Santorum.

### Annotazioni
1. ↑  Di base si assume il cognome paterno di entrambi i genitori, se ne parla dopo in questa voce. Qui si parla del cognome sempre al singolare perché essendo cambiata da poco la legge questa regola è stata applicata poche volte.
2. ↑  Talvolta alcuni personaggi illustri si sono firmati con tutti i nomi di battesimo.